# Saalkreis
Saalkreis es un distrito alemán que se encuentra al sur del estado federal de Sajonia-Anhalt. Los territorios vecinos al norte son los distritos de Bernburg, Köthen y Bitterfeld al este el distrito de Sajonia denominado Delitzsch, al sur el distrito de Merseburg-Querfurt y al oeste el distrito de Mansfelder Land. La ciudad libre (kreisfreie Stadt) de Halle se encuentra ubicada al sur y es la capital administrativa del distrito.

## Geografía
A través del territorio del distrito de Saal fluye el río Saale y también el Salza. Los ríos existentes en la región son pequeños: Laweke, Würde, Kabelske y el Götsche. La montaña denominada Petersberg en el Halle es con una altura de 250.40 m la parte más alta del distrito (ubicada en su parte noroeste). 

## Composición del distrito
(Habitantes a 30 de junio de 2006)

### Ciudades/municipios
| - 1. Kabelsketal [Sitz: Gröbers] (9.060) |

### Agrupaciones administrativas
Posición de la administración * 

| - 1. Verwaltungsgemeinschaft Götschetal-Petersberg 1. Brachstedt (934) 2. Götschetal [Sitz: Wallwitz] * (5.949) 3. Krosigk (888) 4. Kütten (416) 5. Morl (916) 6. Ostrau (1.311) 7. Petersberg (703) - 2. Verwaltungsgemeinschaft Östlicher Saalkreis 1. Braschwitz (1.255) 2. Hohenthurm (2.075) 3. Landsberg, Ciudad * (8.496) 4. Niemberg (1.474) 5. Peißen (1.093) 6. Oppin (1.579) 7. Schwerz (544) | - 3. Verwaltungsgemeinschaft Saalkreis Nord 1. Brachwitz (1.000) 2. Döblitz (181) 3. Domnitz (813) 4. Dößel (372) 5. Gimritz (368) 6. Löbejün, Stadt (2.352) 7. Nauendorf (1.845) 8. Neutz-Lettewitz (938) 9. Plötz (779) 10. Rothenburg (902) 11. Wettin, Ciudad * (2.118) | - 4. Verwaltungsgemeinschaft Westlicher Saalkreis 1. Beesenstedt (1.311) 2. Bennstedt (1.515) 3. Fienstedt (244) 4. Kloschwitz (495) 5. Lieskau (2.676) 6. Salzmünde * (2.531) 7. Schochwitz (1.249) 8. Zappendorf (1.569) - 5. Verwaltungsgemeinschaft Würde/Salza 1. Angersdorf (1.213) 2. Dornstedt (775) 3. Höhnstedt (1.605) 4. Langenbogen (2.634) 5. Steuden (977) 6. Teutschenthal * (9.553) |